# Julian Khazzouh
Julian Khazzouh (Melbourne, Victoria, 23 de febrero de 1986) es un exjugador de baloncesto australiano-libanés. Con 2,09 metros de altura, jugaba en la posición de pívot.

## Trayectoria
Pese a que de niño practicó rugby league, se pasó al baloncesto durante su adolescencia para aprovechar su altura. Se formó como jugador en el 	Oakhill College y el NSW Institute of Sport, siendo fichado por los West Sydney Razorbacks en 2004. 
Aunque en 2005 estuvo muy cerca de migrar a los Estados Unidos para estudiar y jugar en el Metro State College de Denver, Colorado, lo cierto es que finalmente terminó rechazando la oferta y continuó con su equipo en la NBL, alternando también con el Parramatta Wildcats de la Waratah League. 
En diciembre de 2008 dejó Australia para unirse al Donar Groningen de la Eredivisie de los Países Bajos. Posteriormente disputó una temporada de la Ligat ha'Al de Israel como miembro del Ironi Ramat Gan, antes de retornar a su país fichado por los Sydney Kings como jugador franquicia.
Su actuación en ese periodo fue destacadísima, siendo dos veces reconocido como el Mejor Pívot de la NBL. Además durante esos años participó de la pretemporada de 2011 de los Golden State Warriors y actuó en la NBA Summer League de 2012 con Los Angeles Lakers.
Tras un fugaz paso por el Asseco Prokom Gdynia de Polonia, en octubre de 2012 finalmente llegó al Líbano contratado por el club beirutí Sagesse. Su presencia en el equipo generó una polémica, ya que representantes de varios clubes libaneses objetaron el fichaje de Khazzouh en su equipo, debido a que había jugado anteriormente en Israel, lo cual era motivo de revocación del permiso laboral en el Líbano según las leyes locales, debido al conflicto bélico entre ambos países. Sin embargo, dado que en 2010 todavía no se le había sido concedido la nacionalidad libanesa y actuó en el baloncesto israelí como australiano, finalmente fue habilitado para jugar en el país. 
En 2015 hizo su retorno a los Sydney Kings con la idea de firmar un contrato por dos años, pero las lesiones afectaron su desempeño y terminó alejándose de las canchas definitivamente en diciembre de 2016.

## Vida privada
Khazzouh es hijo de un inmigrante libanés a Australia, por lo que tras su llegada al Líbano en 2012 se especuló con la idea de que formaría parte de la selección de baloncesto de Líbano,  ya que si bien en 2009 había sido convocado para integrar un seleccionado de jóvenes promesas australianas que haría giras por Asia y Sudamérica, nunca llegó a debutar en ese equipo. De todos modos, más allá de las propuestas recibidas, finalmente no representó a ningún país a nivel internacional. 
En 2005 actuó en la película Star Wars: Episodio III - La venganza de los Sith rodada parcialmente en Australia, donde interpreta el papel de un wookie.